# Юлія Венява
Юлія Венява (пол. Julia Wieniawa; нар. 23 грудня 1998, Варшава, Польща) — польська кіноакторка, поп-виконавець та активістка, відома завдяки ролям в фільмах жахів «В лісі сьогодні не до сну» (2020) і «Всі мої друзі мертві» (2020).

## Біографія
Народилася 23 грудня 1998 року в сім'ї графічного дизайнера Конрада Веняви та його дружини Марти. Батьки згодом розлучилися, а мати була першим менеджером своєї дочки.

## Кар'єра
Дебютувала у 2012 році у віці 14 років, почавши виступати у постановках музичного театру «Рома» у Варшаві.
У листопаді 2015 року на лейблі My Music випустила свій перший сингл «Co mi jest».
У 2017 році брала участь у польській рекламній кампанії фірми Reebok. У тому ж році знялася в одному з епізодів медичного серіалу «У добрі та у злі»
2020 року з'явилася у трьох польських кінохітах року: зіграла головні ролі у слешері «У лісі сьогодні не до сну» та чорної комедії «Всі мої друзі мертві», а також роль другого плану в драматичному трилері «Зала самогубців. Хейтер».